# Timbuka
Genre
Timbuka est un genre d'araignées aranéomorphes de la famille des Anyphaenidae.

## Distribution
Les espèces de ce genre se rencontrent en Amérique du Sud et en Amérique centrale.

## Liste des espèces
Selon World Spider Catalog (version 17.5, 29/09/2016) :
- Timbuka bogotensis (L. Koch, 1866)
- Timbuka boquete Brescovit, 1997
- Timbuka granadensis (Keyserling, 1879)
- Timbuka larvata (O. Pickard-Cambridge, 1896)
- Timbuka masseneti (Berland, 1913)
- Timbuka meridiana (L. Koch, 1866)

## Publication originale
- Brescovit, 1997 : Revisão de Anyphaeninae Bertkau a nivel de gêneros na região Neotropical (Araneae, Anyphaenidae). Revista Brasileira de Zoologia, vol. 13, suppl. 1, p. 1-187 (texte intégral).